# Gregor Kobel
Gregor Kobel (Zürich, 1997. december 6. –) svájci válogatott labdarúgó, a német Borussia Dortmund kapusa.

## Pályafutása

### Klubcsapatban
2016. február 28-án mutatkozott be a Homburg ellen 4-0-ra megnyert bajnoki mérkőzésen a TSG 1899 Hoffenheim második csapatában. 2017. augusztus 12-én az első csapatban is bemutatkozott a német kupában a Rot-Weiß Erfurt ellen. Október 25-én a Werder Bremen csapata ellen is ő védett a kupában. December 7-én az Európa-liga csoportkörében a Ludogorec Razgrad ellen mutatkozott be nemzetközi klubmérkőzésen. 2019 januárjától kölcsönben az Augsburg csapatánál szerepelt. Júliusban kölcsönbe került a VfB Stuttgart csapatához. Egy évvel később végleg szerződtette a Stuttgart és Kobel 2024. június 30-ig írt alá. 2021. május 31-én jelentették be, hogy 2026 nyaráig aláírt a Borussia Dortmundhoz.

### A válogatottban
Részt vett a 2014-es U17-es labdarúgó-Európa-bajnokságon, ahol a B csoport utolsó helyén végeztek. 2018 májusában Vladimir Petković svájci szövetségi kapitány kihirdette 26 fős bő keretét az oroszországi labdarúgó-vb előtt, amelybe ő is bekerült. 2021. május 31-én a szűkített 26 fős keretbe már nem került be a 2020-as labdarúgó-Európa-bajnokságra készülő válogatottba. Június 13-án Jonas Omlin megsérült az első mérkőzésén és őt hívták be a helyére. 2024. június 7-én bekerült Murat Yakın szövetségi kapitány 26 fős keretébe, akik utaznak az Európa-bajnokságra.

## Statisztika

### A válogatottban
| Válogatott | Év       | Pályára lépés | Gól |
| ---------- | -------- | ------------- | --- |
| Svájc      | 2021     | 1             | 0   |
| Svájc      | 2022     | 3             | 0   |
| Svájc      | 2023     | 1             | 0   |
| Összesen   | Összesen | 5             | 0   |